# Tian’e-Longtan-Brücke
Die Tian’e-Longtan-Brücke (chinesisch 天峨龙滩特大桥) führt den Nantian Expressway über den Fluss Hongshui He im Autonomen Gebiet Guangxi der Zhuang in der Volksrepublik China.
Der Nantian Expressway verbindet die Kreise Nandan und Tian’e in der bezirksfreien Stadt Hechi.
Die am 1. Februar 2024 eröffnete Autobahnbrücke überquert den Stausee der 6 km flussabwärts stehenden großen Longtan-Staumauer mit zwei dicht nebeneinander stehenden Bauwerken für die beiden Fahrtrichtungen, die nur in den Fundamenten und durch Querträger in den Bögen miteinander verbunden sind. Jeder der beiden Bögen hat eine Stützweite von 600 m. Sie ist damit nun die größte Bogenbrücke der Welt, vor der bisher führenden Dritte-Pingnan-Brücke.
Die 2488,55 m lange und 26 m breite Brücke überquert den tiefen Stausee in 140 m Höhe über dem höchsten Wasserspiegel bzw. in 290 m Höhe über dem ursprünglichen Fluss.
Ihre Bögen haben ein Skelett aus vier parallelen Stahlrohren, die durch zahlreiche Schräg- und Querstreben wie ein Fachwerk miteinander verbunden sind. Diese
Bögen wurden im Freivorbau errichtet, indem man sie an Pfeilern und temporären Masten vielfältig abgespannt hat und einzelne vorgefertigte Abschnitte mit einem über den Stausee gespannten Kabelkran zugeliefert wurden. Nach der Fertigstellung dieser Stahlbögen wurden sie eingeschalt und mit Beton ummantelt. Vor und auf den Bögen stehen Pfeiler aus Stahlbeton. Die Fahrbahnträger wurde anschließend im Freivorbau aus Spannbeton errichtet.
Die Bauarbeiten begannen im Januar 2020 und wurden im Januar 2024 beendet.